# Université nationale de science et de technologie d'Ulsan
L'université nationale de science et de technologie d'Ulsan (en hangul : 울산과학기술원, en anglais : Ulsan National Institute of Science and Technology, abrégé UNIST) est une université nationale de Corée du Sud située à Ulsan. Elle est une des quatre universités publiques de Corée du Sud destinées à la recherche en sciences et technologie, aux côtés de KAIST, GIST et DGIST. UNIST a été fondé en 2007 pour répondre à la demande croissante d'un enseignement supérieur de qualité dans la capitale industrielle Ulsan, où se sont installés des industries à la renommée mondiale dans l'automobile (Hyundai Motors), la construction navale (Hyundai Heavy Industries) ou la pétrochimie (SK Energy). UNIST ambitionne de devenir un leader mondial dans le progrès scientifique et technologique pour le bien de l'humanité. Grâce à un soutien fort des gouvernements central et locaux, UNIST vise à développer au moins 10 champs compétitifs de recherche avec l'objectif d'être classé dans les 10 premières universités mondiales d'ici 2030. Les stratégies pour atteindre cet objectif inclut le développement d'un enseignement et d'une recherche créatifs, interdisciplinaires et globaux.

## Académique
UNIST est une université de taille moyenne, orientée vers la recherche, et rapidement en train de devenir un des premiers instituts de science et technologie de Corée du Sud. Inspirée par le modèle d'autres universités prestigieuses telles que KAIST, MIT et HKUST, UNIST emploie 3 approches qui la différencient des autres universités de Corée du Sud. Premièrement, bien qu'UNIST soit une université nationale de Corée du Sud, 100 % des cours y sont enseignés en anglais et l'école poursuit une politique active de recrutement de professeurs et d'étudiants internationaux. Deuxièmement, tous les élèves de premier cycle doivent suivre deux cursus de spécialisation appelés tracks. Comparés à d'autres universités, le premier cursus de spécialisation est à peu près équivalent à une majeure et le deuxième cursus est comparable à une mineure. Troisièmement, UNIST a adopté le principe de la classe inversée dans ses salles de classe afin de promouvoir la participation active des étudiants en cours et la maîtrise des sujets clefs en science et ingénierie.
UNIST comprend 9 écoles de science et ingénierie, une école de commerce et une division des études générales qui chapeaute le cursus des étudiants en première année. UNIST comprend aussi plusieurs écoles doctorales et des centres de recherche spécialisés.

## Campus
UNIST dispose d'un campus résidentiel avec un grand nombre de bâtiments capable d'héberger 3870 étudiants. Le campus est organisé de manière circulaire avec un lac (Gamakmot) en son centre et de petites collines boisées tout autour. L'accès au campus depuis les autres grandes villes de Corée du Sud est aisé grâce à la gare TGV d'Ulsan située à proximité. Cinq lignes de bus desservent le campus et permettent de se rendre aisément en ville ou à la gare TGV.